# 富饶组
富饶组是位于中国黑龙江嘉荫县一带的上白垩世地层，1981年由黑龙江第一区域地质调查大队隋连成命名。该地层以灰、黑褐色碳质泥岩、粉砂质泥岩、粉砂岩为主，间夹细砂岩、层凝灰岩、薄煤层等。